# Mi canción es para ti
Mi canción es para ti es una película española de 1965, protagonizada por Manolo Escobar. En ella también participan Ángel de Andrés, María Martín, Alejandra Nilo,  María Isbert, Rafaela Aparicio y la cantante y bailaora algecireña Ana María Spínola.
Es la segunda película de Manolo Escobar tras su debut en Los guerrilleros.

## Argumento
Dos amigos, Manolo y "Tumbaíto" (Ángel de Andrés), deciden abandonar el pueblo en el que han crecido y marcharse a Madrid para triunfar en el mundo del espectáculo. En la gran ciudad empezarán de cero, dejando atrás toda una vida, y, en el caso de Manolo (Manolo Escobar), le quedará esperando su novia de toda la vida, Amparo, a quien le ha jurado regresar cuando haya triunfado. Dado el potencial de Manolo para cantar, los dos amigos confían en que se les abran las puertas de clubes en Madrid. No obstante, todas sus esperanzas se desvanecen y su camino se desvía hasta tener que buscar trabajos de poca monta en la pensión donde se acogen para subsistir y así esperar su gran oportunidad. Un día, "Tumbaíto" consigue que Manolo sustituya al cantante Curro Lucena en un número en un hotel, comenzando así su carrera.

## Reparto
- Manolo Escobar ... Manolo de Lorca / Curro Lucena
- Ángel de Andrés ... "Tumbaíto"
- María Martín ... Norteamericana
- Alejandra Nilo  ... Amparo, la tabernera del pueblo
- María Isbert ... Policarpa "Polilla"
- Rafaela Aparicio ... Doña Esperanza
- Ángel Soler ...
- Ana María Spínola ... Amparo, la bailaora
- Cristopher Merrit ... Mister, el jefe extranjero del campo de limones
- Alfonso Estela ...
- Ángel Álvarez ... Don Napoleón
- Xan das Bolas ... Empresario en el tren
- José Orjas ... Hombre del ascensor
- Manuel Guitián ...
- Luis Barbero ...  Farmacéutico

## Producción
- La película se rodó durante tres meses. [2]
- La localización inicial del pueblo con campos de limoneros es Cabezo de Torres, en la Región de Murcia. El resto se rodó en Madrid.
- La joven bailaora Ana María Spínola cobró 700.000 pesetas de la época por su papel de Amparo, la bailaora.[2]